# Heinrich Kiepert
Heinrich Kiepert (Berlino, 31 luglio 1818 – Berlino, 21 aprile 1899) è stato un geografo e cartografo tedesco.

## Primi anni ed educazione
Frequentò lo Joachimsthal Gymnasium di Berlino e, sotto la guida di Augustus Meineke, si interessò di antichità classica approfondendo lo studio della storia, della filologia e della geografia. Dopo gli studi liceali, entrò nell'Università Humboldt di Berlino.

## Carriera universitaria
Divenne presto celebre e apprezzato per i suoi atlanti storici, a partire dall’Atlas von Hellas und hellenischen Kolonien'(Atlante dell'Ellade e delle colonie elleniche), che egli disegnò con Carl Ritter tra il 1841 e il 1846; seguirono il Neuer Handatlas der Erde (Nuovo atlante terrestre, 1857-60), l’Atlas Antiquus (1859), la Formae Orbis Antiqui (1894). Scrisse pure buoni testi di geografia, fra cui il Lehrbuch der Alten Geographie (Manuale di geografia antica, 1878).
Kiepert fu professore all'Università Humboldt di Berlino a partire dal 1854 e fino alla fine della sua vita.

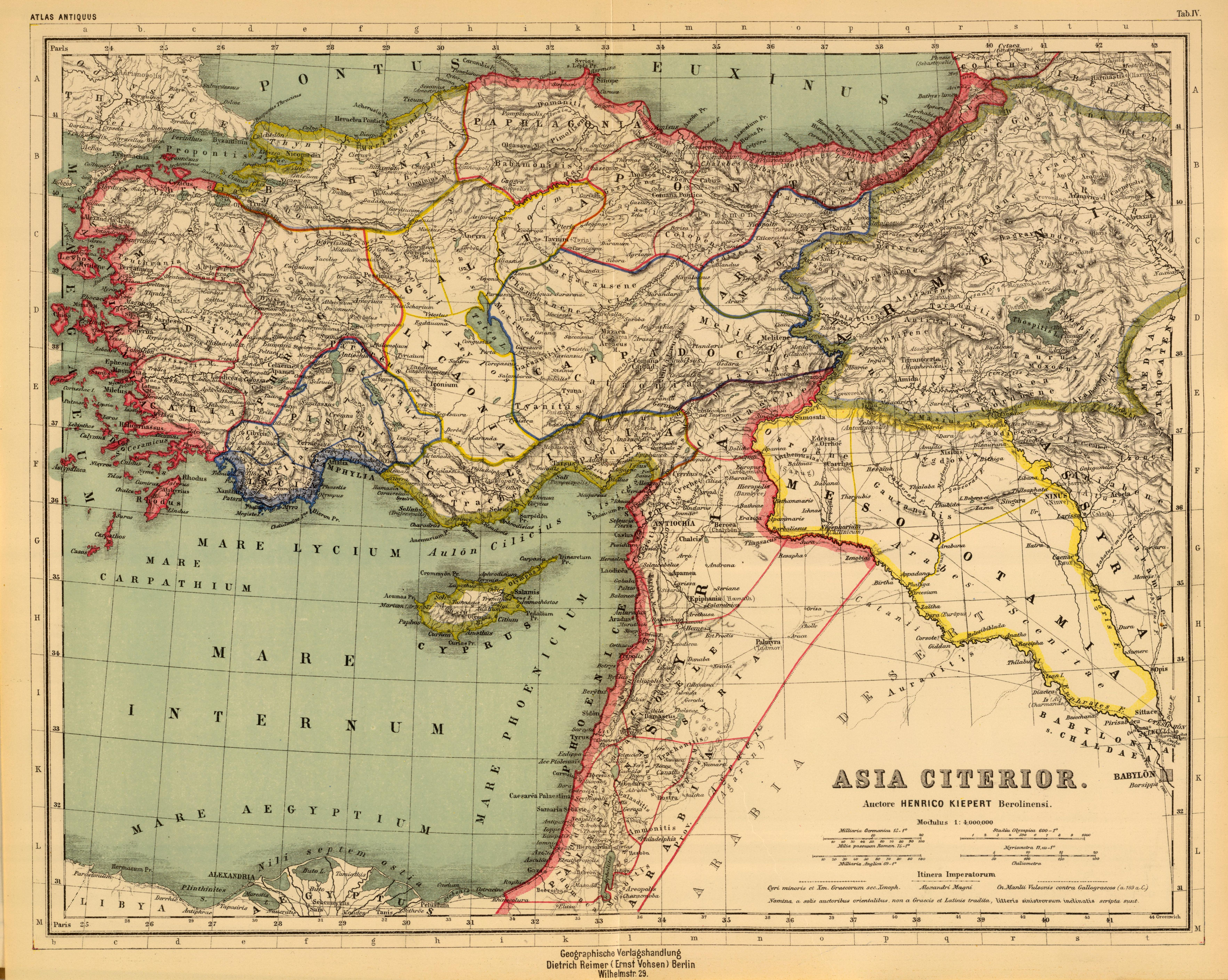
Carta geografica dell'Asia minore

## La morte e le opere postume
Morì il 21 aprile del 1899, all'età di 80 anni. Le sue opere inedite vennero curate e pubblicate a cura del figlio, Richard Kiepert (1846 – 1915). In particolare, quest'ultimo redasse una nuova edizione della Formae Orbis Antiqui.